# Point Baker
Point Baker – jednostka osadnicza w Stanach Zjednoczonych, w stanie Floryda, w hrabstwie Santa Rosa.